# 崇陽戰鬥 (國共內戰)
崇陽戰鬥發生於1931年9月4日－30日，地點則是在中國鄂南一帶。該戰鬥是第一次国共内战前期主要戰鬥之一，交戰一方為中華民國國民革命軍，另一方則為中國共產黨所領導之中國工農紅軍。